# زردپره نیلی
زردپره نیلی (نام علمی: Passerina cyanea) نام یک گونه از سرده زردپره‌های آمریکای شمالی است.